# Переворот в Румынии (1940)
Госуда́рственный переворо́т 1940 го́да в Румы́нии — переворот в сентябре 1940 года, устроеный «Железной Гвардией» и Ионом Антонеску против короля Румынии Кароля II. Причиной переворота послужили значительные территориальные потери государства (потеря Бессарабии, Буковины, Северной Трансильвании, Южной Добруджи) и внешнеполитическая изоляция страны.
В результате уличных протестов и манифестаций «Железной Гвардии» Кароль II 6 сентября отрёкся от престола и сразу отправился из Румынии на поезде в Югославию. По дороге в Тимишоаре поезд был остановлен вооружёнными легионерами, тем противостояли всё ещё верные Каролю работники станции. Поезд с боем всё же покинул станцию и пересёк югославскую границу. После отречения Кароля II на престол взошёл его 19-летний сын Михай I, неспособный самостоятельно руководить государством.
Фактически после отречения Кароля от престола новым руководителем страны стал Ион Антонеску. 15 сентября было сформировано фашистское правительство, в котором преобладали представители «Железной Гвардии». Вице-премьером Румынии стал лидер организации Хория Сима. Впоследствии государственного переворота Румыния окончательно встала на сторону стран Оси и присоединилась к Берлинскому пакту. Ситуация в Румынии стала крайне нестабильной из-за политики террора, проводимой легионерами, и привела к мятежу «Железной Гвардии» в 1941 году.